# Crime de pederastia
No Brasil, o crime militar de pederastia, previsto no artigo 235 do Código Penal Militar (Decreto-Lei nº 1001/69), foi criado durante a ditadura militar brasileira para penalizar atos sexuais praticados dentro das Forças Armadas, homossexuais ou não.
Neste caso, a expressão “pederastia” foi utilizada em sua acepção moderna para designar qualquer relação homossexual, sem fazer referência à idade, ao contrário do sentido clássico de pederastia, usado para designar a relação homossexual masculina entre um adulto e um adolescente.

## Abrangência para atos heterossexuais
Apesar do título de “crime de pederastia” dado ao artigo 235 do Código Penal Militar, ele se refere também a atos heterossexuais praticados em ambiente militar.
O artigo 235 do Código Penal Militar (Decreto-Lei nº 1001/69) assim define o crime de pederastia: “Art. 235 – Pederastia ou outro ato de libidinagem – Praticar, ou permitir o militar que com ele se pratique, ato libidinoso, homossexual ou não, em lugar sujeito à administração militar.”.

## Casos envolvendo o crime militar de pederastia
Segundo levantamento publicado no jornal Folha de S.Paulo em 14 de junho de 2008, pelo menos 21 homens militares foram processados no Brasil devido a atos homossexuais praticados em dependências militares nos dez anos anteriores.
Em junho de 2008, dois sargentos homossexuais do Exército vivendo juntos em regime de concubinato desde 1997, Fernando de Alcântara de Figueiredo e Laci Marinho de Araújo, foram presos após dar entrevista à apresentadora Luciana Gimenez do Superpop em sequência a outra entrevista à revista Época. Após a prisão, o sargento Fernando Alcântara pediu dispensa do Exército e saiu do tribunal dizendo que “se sentia como um judeu no campo de concentração”.

## Homofobia e mudanças na lei
A discriminação legal no crime de pederastia em relação à homossexualidade nas Forças Armadas é considerada discriminatória ou homofóbica pela comunidade LGBT brasileira, pelo Ministério Público Federal e por comissão especial do Conselho de Defesa dos Direitos da Pessoa Humana (CDDPH), vinculado ao Ministério da Justiça, que defende o fim do crime de pederastia nas Forças Armadas. A Associação Nacional de Gays, Lésbicas, Bissexuais, Travestis e Transexuais (GLBTT) prepara uma ação civil que pede a revogação do artigo 235 do Código Penal Militar e o fim do crime militar de pederastia.
Em agosto de 2005, a Comissão de Constituição e Justiça e Cidadania da Câmara dos Deputados aprovou o Projeto de Lei 2773/00, do deputado Alceste Almeida (PMDB-RR), que exclui a referência à pederastia no Código Penal Militar, em função de uma possível inconstitucionalidade do artigo, que discriminaria os homossexuais. O projeto mantém como crime militar quaisquer práticas sexuais no ambiente militar, sem qualquer referência à homossexualidade. O projeto está sendo analisado em conjunto com outro, o Projeto de Lei 6871/06, da deputada Laura Carneiro (PFL-RJ), que também exclui a referência à pederastia e à discriminação homossexual no texto da lei, porém permite o ato sexual no ambiente militar, “desde que o ato seja consensual e praticado entre cônjuges ou unidos estavelmente” e em residência sujeita à administração militar.
Entendimento jurisprudencial: de acordo com o STF, sobre a Pederastia (art. 235 do CPM), o tipo penal do art. 235 do CPM continua sendo crime mesmo com a CF/88. No entanto, devem ser consideradas incompatíveis com a CF/88 as expressões empregadas que falem em homossexualidade. Isso porque o crime em tela se configura tanto quando o militar pratica relação sexual com alguém do mesmo sexo, como também de sexo diferente, não devendo haver distinção de tratamento. Assim, as expressões “pederastia ou outro” – mencionada na rubrica enunciativa referente ao art. 235 do CPM – e “homossexual ou não” – contida no aludido dispositivo – não foram recepcionadas pela CF/88. STF. Plenário. ADPF 291/DF, Rel. Min. Roberto Barroso, julgado em 28/10/2015 (Info 805).